# کی هونگ لی
کی هونگ لی (کره‌ای: 이기홍؛ انگلیسی: Ki Hong Lee؛ زادهٔ ۳۰ سپتامبر ۱۹۸۶) یک هنرپیشه اهل کره جنوبی است.
از فیلم‌ها یا برنامه‌های تلویزیونی که وی در آن نقش داشته‌است می‌توان به دونده مارپیچ، آزمایش زندان استنفورد، چهره‌ی کشنده و دونده مارپیچ: مشقت‌های اسکرچ اشاره کرد.